# Дуглас 8
Дуглас 8 (англ. Douglas 8) — індіанська резервація в Канаді, у провінції Британська Колумбія, у межах регіонального округу Фрейзер-Велі.

## Населення
За даними перепису 2016 року, індіанська резервація нараховувала 67 осіб, показавши зростання на 570,0%, порівняно з 2011-м роком. Середня густина населення становила 17,9 осіб/км².
З офіційних мов обидвома одночасно не володів жоден з жителів, тільки англійською — 70. Усього 5 осіб вважали рідною мовою не одну з офіційних, з них усі — одну з корінних мов.
Працездатне населення становило 66,7% усього населення, рівень безробіття — 33,3%.

## Клімат
Середня річна температура становить 6,4°C, середня максимальна – 18,1°C, а середня мінімальна – -8,1°C. Середня річна кількість опадів – 1 562 мм.
| Клімат поселення                              | Клімат поселення | Клімат поселення | Клімат поселення | Клімат поселення | Клімат поселення | Клімат поселення | Клімат поселення | Клімат поселення | Клімат поселення | Клімат поселення | Клімат поселення | Клімат поселення | Клімат поселення |
| Показник                                      | Січ.             | Лют.             | Бер.             | Квіт.            | Трав.            | Черв.            | Лип.             | Серп.            | Вер.             | Жовт.            | Лист.            | Груд.            |                  |
| Середній максимум, °C                         | 3,50             | 5,50             | 7,60             | 11,16            | 14,92            | 18,07            | 17,22            | 18,06            | 14,52            | 9,42             | 3,54             | 0,76             |                  |
| Середня температура, °C                       | −2,27            | −0,26            | 1,84             | 5,37             | 9,15             | 12,30            | 15,00            | 15,86            | 12,31            | 7,20             | 1,32             | −1,46            |                  |
| Середній мінімум, °C                          | −8,05            | −6,04            | −3,95            | −0,4             | 3,37             | 6,53             | 12,80            | 13,63            | 10,08            | 4,99             | −0,9             | −3,68            |                  |
| Норма опадів, мм                              | 217              | 145              | 134              | 104              | 89               | 76               | 56               | 56               | 74               | 166              | 243              | 202              |                  |
| Середньомісячна швидкість вітру, м/с          | 2.01             | 2.05             | 2.20             | 2.36             | 2.30             | 2.30             | 2.14             | 1.92             | 1.75             | 1.79             | 1.94             | 1.88             |                  |
| Середньомісячна сонячна радіація, кДж/м²·день | 3210             | 6211             | 10186            | 15109            | 18660            | 20107            | 21328            | 18318            | 13055            | 7199             | 3541             | 2483             |                  |
| --------------------------------------------- | ---------------- | ---------------- | ---------------- | ---------------- | ---------------- | ---------------- | ---------------- | ---------------- | ---------------- | ---------------- | ---------------- | ---------------- | ---------------- |
| Джерело:                                      |                  |                  |                  |                  |                  |                  |                  |                  |                  |                  |                  |                  |                  |